# Jean-Jacques Jollivet
Pour les articles homonymes, voir Jollivet et Jolivet.
Jean-Jacques Jollivet est un homme politique français né le 7 mars 1801 à Nontron (Dordogne) et mort le 25 avril 1854 à Nontron.

## Biographie
Médecin à Nontron, il est député de la Dordogne de 1849 à 1851, siégeant à gauche.

## Sources
- « Jean-Jacques Jollivet », dans Adolphe Robert et Gaston Cougny, Dictionnaire des parlementaires français, Edgar Bourloton, 1889-1891 [détail de l’édition]